# Liste der Nummer-eins-Hits in Norwegen (2001)
Diese Liste enthält alle Nummer-eins-Hits in Norwegen im Jahr 2001. Es gab in diesem Jahr 15 Nummer-eins-Singles und 26 Nummer-eins-Alben.
| Singles | Alben |
| --- | --- |
| - Wyclef Jean feat. Mary J. Blige – 911 - 5 Wochen (1/2001 – 5/2001) - OutKast – Ms. Jackson - 3 Wochen (6/2001 – 8/2001) - Madrugada – Hands Up – I Love You - 2 Wochen (9/2001 – 10/2001) - Organic – Big Brother - 4 Wochen (11/2001 – 14/2001) - Cape – Tic Tac - 1 Woche (15/2001) - Destiny’s Child – Survivor - 2 Wochen (16/2001 – 17/2001) - Crazy Town – Butterfly - 6 Wochen (18/2001 – 23/2001) - Spin-Up – Sing Na Na Na - 1 Woche (24/2001) - Shaggy feat. Rayvon – Angel - 2 Wochen (25/2001 – 26/2001, insgesamt 4 Wochen) - Daddy DJ – Daddy DJ - 2 Wochen (27/2001 – 28/2001) - Shaggy feat. Rayvon – Angel - 2 Wochen (29/2001 – 30/2001, insgesamt 4 Wochen) - Christina Aguilera, Mýa, Lil’ Kim, P!nk – Lady Marmalade - 5 Wochen (31/2001 – 35/2001) - Eve feat. Gwen Stefani – Let Me Blow Ya Mind - 4 Wochen (36/2001 – 39/2001) - Kylie Minogue – Can’t Get You Out of My Head - 8 Wochen (40/2001 – 47/2001) - Afroman – Because I Got High - 2 Wochen (48/2001 – 49/2001) - Anastacia – Paid My Dues - 6 Wochen (50/2001 – 3/2002) | - The Beatles – 1 - 2 Wochen (1/2001, insgesamt 3 Wochen; → 2000) - Briskeby – Jeans For Onassis - 1 Woche (2/2001) - Dum Dum Boys – Schlägers - 3 Wochen (3/2001 – 5/2001) - Kings Of Convenience – Quiet Is The New Loud - 1 Woche (6/2001) - Burl Ives – Uforglemmelige klassikere - 1 Woche (7/2001) - Coldplay – Parachutes - 2 Wochen (8/2001 – 9/2001) - Dido – No Angel - 1 Woche (10/2001) - Madrugada – The Nightly Disease - 2 Wochen (11/2001 – 12/2001) - Creed – Human Clay - 4 Wochen (13/2001 – 16/2001) - Nick Cave & The Bad Seeds – No More Shall We Part - 1 Woche (17/2001) - D.D.E. – Vi ska fæst – aill mot aill - 1 Woche (18/2001) - Destiny’s Child – Survivor - 1 Woche (19/2001) - R.E.M. – Reveal - 4 Wochen (20/2001 – 23/2001) - Radiohead – Amnesiac - 1 Woche (24/2001) - Travis – The Invisible Band - 5 Wochen (25/2001 – 29/2001) - Cock Robin – The Very Best Of Cock Robin - 1 Woche (30/2001) - Bridget Jones’s Diary (Soundtrack) - 5 Wochen (31/2001 – 35/2001) - Björk – Vespertine - 1 Woche (36/2001) - Motorpsycho – Phanerothyme - 1 Woche (37/2001) - Bob Dylan – "Love and Theft" - 1 Woche (38/2001) - Live – V - 1 Woche (39/2001) - Röyksopp – Melody A.M. - 1 Woche (40/2001) - Silje Nergaard – At First Light - 2 Wochen (41/2001 – 42/2001) - Leonard Cohen – Ten New Songs - 2 Wochen (43/2001 – 44/2001) - Michael Jackson – Invincible - 1 Woche (45/2001) - Morten Abel – I'll Come Back And Love You Forever - 7 Wochen (46/2001 – 52/2001) |
| | |

Siehe auch: Nummer-eins-Hits 2001 in  Australien, Belgien, Dänemark, Deutschland, Finnland, Frankreich, Griechenland, Irland, Italien, Japan, Kanada, Neuseeland, den Niederlanden, Österreich, Polen, Portugal, Rumänien, Schweden, der Schweiz, Singapur, Spanien, Ungarn, den Vereinigten Staaten und im Vereinigten Königreich.